# Time for the Dancers
Time for the Dancers ist ein Jazzalbum von Russell Malone. Die am 28. Februar 2017 entstandenen Aufnahmen erschienen im August 2017 auf HighNote Records. Es war das letzte Album, das der Gitarrist unter eigenem Namen veröffentlichte; Malone starb im August 2024 im Alter von 60 Jahren.

## Hintergrund
Russell Malone wurde bei seiner dritten Session für das Label HighNote Records von dem Pianisten Rick Germanson, dem Bassisten Luke Sellick und dem Schlagzeuger Willie Jones III begleitet. Der Titel „Flowers for Emmett Till“ wurde als Hommage an den schwarzen Teenager Emmett Till geschrieben, der 1955 in Mississippi brutal ermordet wurde, weil er angeblich mit einer weißen Frau geflirtet hatte (die Jahre später zugab, Teile der Geschichte erfunden zu haben).

## Titelliste
- Russell Malone: Time for the Dancers (HighNote Records)[1]

1. Time for the Dancers (Roland Hanna) 6:13
2. Leave It to Lonnie 6:06
3. The Ballad of Hank Crawford 6:27
4. There’ll Be Another Spring (Hubie Wheeler, Peggy Lee) 5:04
5. Pocket Watch 5:51
6. Theme From ‹Chico and the Man› (Jose Feliciano) 4:52
7. And So It Goes (Billy Joel) 4:18
8. Little B’s Poem (Bobby Hutcherson) 6:13
9. Flowers for Emmett Till 3:47

Wenn nicht anders vermerkt, stammen die Kompositionen von Russell Malone.

## Rezeption

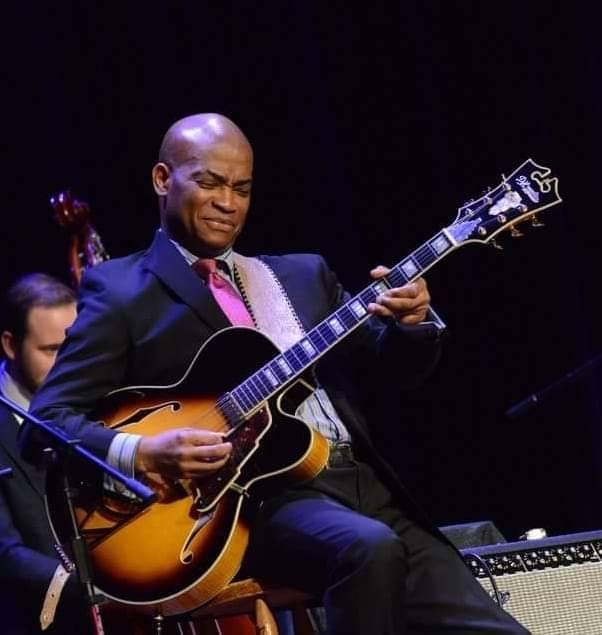
Russell Malone (2019)

Matt Collar verlieh dem Album in Allmusic vier Sterne und schrieb, Time for the Dancers sei eine flüssige, ansprechende Produktion, auf der Malone die Grenze zwischen urbanen, akustischen Jazzstandards, erdigem Funk und virtuoser Balladenkunst überbrücke. Zusammen mit seiner Band gelinge ihm eine Art von nuanciertem Zusammenspiel und Sensibilität, die durch jahrelange Live-Auftritte befördert wurde. Mit seiner akustischen Resonanzkörpergitarre und seinem warmen, ohne Effektgeräte auskommenden Sound wirke Malone wie ein geerdeter, geradliniger Musiker; ein Swing-orientierter Vorläufer von geradlinigem Jazz und Standards. All das sei hier wahr und offensichtlich. Allerdings sei er auch ein unglaublich gefühlvoller Improvisator mit einem weitreichenden Gehör für alle Arten von Musik.
Die Flamme, die vor vielen Jahren vom Gitarristen Wes Montgomery so hell entzündet worden ist, würde dank begabter Fackelträger wie Russell Malone weiterhin mit Intensität brennen, meinte Jack Bowers, der das Album in All About Jazz rezensierte. Time for the Dancers spiegle nicht nur Montgomerys einzigartiges musikalisches Temperament wider, sondern führe es auch in ästhetische Sphären, die Wes sicherlich zustimmend hätte nicken lassen. Eine weitere Ähnlichkeit: Malones unbändiges Charisma strahle in jeder Nummer durch, von Roland Hannas „Time for the Dancers“ bis zu Malones feierlichem „Flowers for Emmett Till“, ein absolut passender Abschluss der gemeinsamen Quartettsession.
Die Synergie der Band sei klar erkennbar – sie rollt durch verschiedene Stimmungen „wie eine Limousine durch eine sich verändernde Landschaft“, urteilte Pater Bacon (Jazzwise). Roland Hannas leichtfüßiges Titelstück würde das erhalten, was Malone einen „Poinciana“-Beat nennt, der seine Anmut der Bewegung verstärke. Der Ton, den dieser Opener angibt, werde dann durch das funkige „Leave It to Lonnie“ und durch Malones Entschlossenheit, den wiederholten rhythmischen Akkord des Head Arrangements in einem Solo auszunutzen, das langsam nirgendwohin führe, etwas verdorben. Eine weitere Eigenkomposition, „The Ballad of Hank Crawford“, leide unter einer ähnlichen Abhängigkeit, diesmal sowohl von wiederholten Noten als auch Akkorden, die den R&B-Trip wie eine Art „musikalisches Tourette-Syndrom“ aufbrechen.